# Unyecsai járás

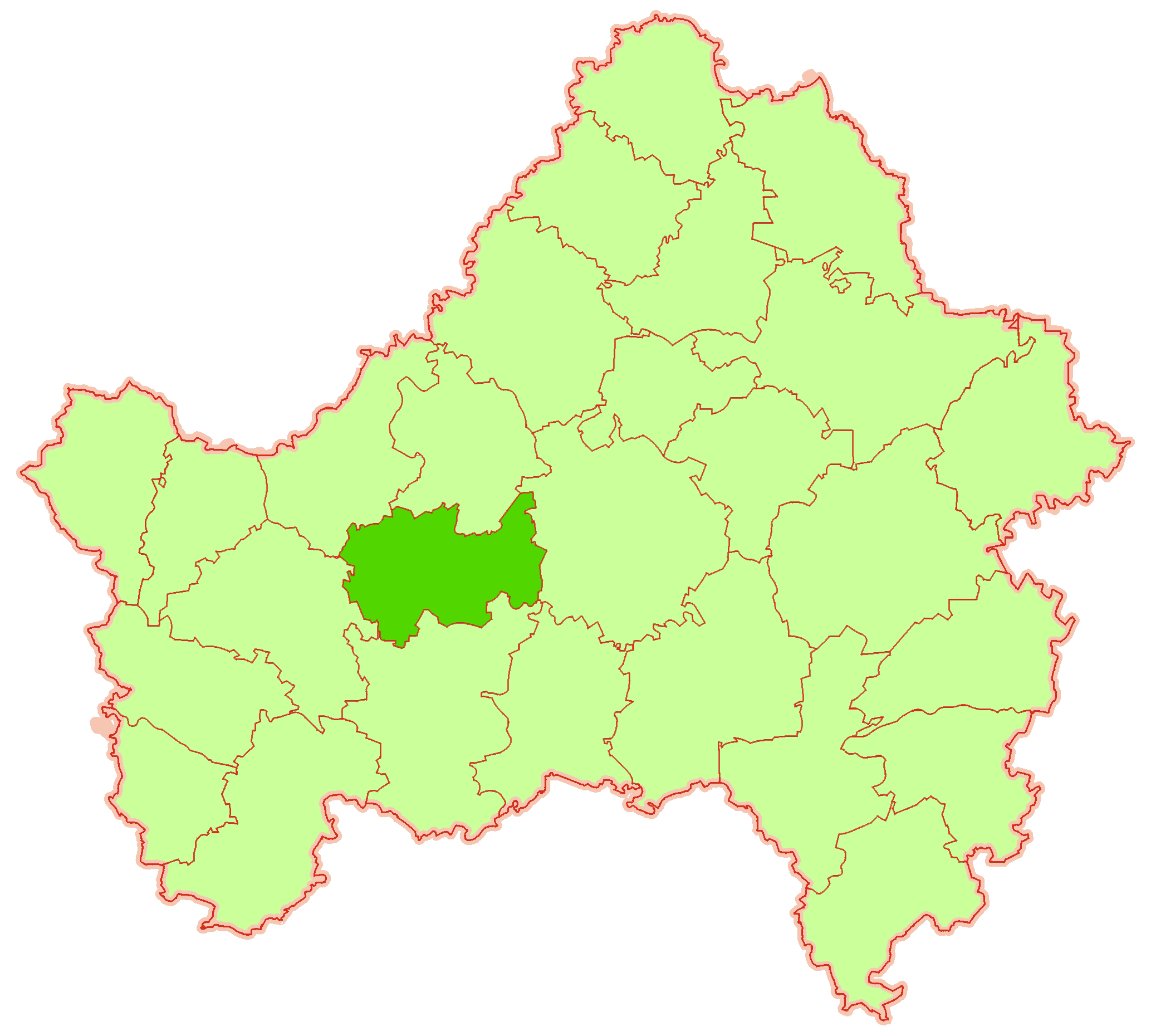
Az Unyecsai járás a Brjanszki területen

Az Unyecsai járás (oroszul Унечский район) Oroszország egyik járása a Brjanszki területen. Székhelye Unyecsa.

## Népesség
- 1989-ben 49 383 lakosa volt.
- 2002-ben 46 871 lakosa volt, akik főleg oroszok.
- 2010-ben 40 682 lakosa volt.